# 김민희 (가수)
김민희(1972년 9월 8일 ~ )은 대한민국의 배우이자 가수이다.

## 출연작

### 드라마
- 1978년 MBC 주말연속극 《봄비》 ... 민희 역
- 1979년 MBC 일일연속사극 《안국동 아씨》
- 1979년 MBC 어린이연속극 《오뚝이분대》 ... 금지 역
- 1980년 MBC 특별기획드라마 《홍사초롱》 ... (극중 박원숙의 딸) 역
- 1980년 10월 1일 ~ 1980년 11월 30일 TBC 매일연속극 《달동네》 ... 똑순이 역
- 1980년 12월 1일 ~ 1981년 9월 5일 KBS 1TV 일일연속극 《달동네》 ... 똑순이 역 (언론통폐합으로 이어서 방송)
- 1982년 KBS 1TV 전원드라마 《산하》
- 1982년 KBS 1TV 일일연속극 《똑순이 만세》 ... 똑순이 역
- 1983년 KBS 1TV 단막극《TV문학관》봄으로 가는 꽃가마
- 1983년 KBS 1TV 단막극《TV문학관》시골 여인숙
- 1987년 MBC 단막극 《MBC 베스트셀러극장》노란 반달문
- 1987년 KBS 1TV 청춘드라마 《사랑이 꽃피는 나무》
- 1990년 KBS 2TV 단막극 《드라마게임 - 회복》
- 1991년 KBS 2TV 단막극 《드라마게임 - 섬》
- 1992년 KBS 2TV 수목드라마 《92' 고래 사냥》
- 1995년 KBS 2TV 월화드라마 《서궁》 ... 궁녀 음덕 역
- 1996년 SBS 주간시트콤 《아빠는 시장님》 ... 간호사 역
- 1996년 SBS 일일시트콤 《LA아리랑》
- 2002년 MBC 수목미니시리즈 《리멤버》
- 2003년 MBC 특별기획드라마 《대장금》 ... 비선 역
- 2004년 KBS 2TV 수목미니시리즈 《두번째 프러포즈》
- 2004년 MBC 특별기획드라마 《영웅시대》 ... 강윤근의 장녀 강소희 역
- 2005년 MBC 월화미니시리즈 《비밀남녀》
- 2006년 KBS 2TV 주말연속극 《인생이여 고마워요》 ... 내과병동 시니어 간호사 우연실 역
- 2007년 KBS 1TV TV소설 《아름다운 시절》 ... 김애경 역
- 2008년 SBS 일일드라마 《애자 언니 민자》 ... 구원자 역
- 2011년 KBS 2TV 단막극 《KBS 드라마 스페셜 - 올레길 그 여자》 ... 박 편집장 역
- 2011년 KBS 1TV 일일연속극 《당신뿐이야》 ... 기복찬 역
- 2012년 TV조선 주말드라마 《고봉실 아줌마 구하기》(특별출연)
- 2012년 MBC 창사50주년 특별기획드라마 《빛과 그림자》
- 2013년 KBS 2TV 주말연속극 《왕가네 식구들》 ... 이경아 역 (특별출연)
- 2013년 MBC 추석특집극 《세상에서 가장 위대한 일》 ... 자유 모 역
- 2015년 SBS 일일드라마 《마녀의 성》 ... 홍춘설 (홍춘애) 역
- 2015년 SBS 특집드라마 《설련화》 ... 한강희 역
- 2017년 SBS 드라마스페셜 《사임당, 빛의 일기》 ... 주모 권씨 / 설렁탕집 주인 역

### 영화
- 1980년 《미워도 다시 한 번》
- 1981년 《겨울에 내리는 봄비》
- 1981년 《사랑하는 사람아》 ... 준영 역
- 1981년 《연분홍 치마》
- 1982년 《풍운아 팔불출》
- 1982년 《엄마 결혼식》
- 1983년 《사랑하는 사람아 2》
- 1984년 《사랑하는 사람아 3》
- 1985년 《오싱》
- 1989년 《상처》
- 1990년 《그들도 우리처럼》 ... 미숙 역

### 연극
- 1995년 《굿모닝 배뱅이》 ... 배뱅이/배뱅어멈 역
- 1996년 《어머니》
- 2009년 ~ 2011년 《엄마들의 수다》

### 방송
- 1984년 KBS 제1라디오 《똑순이의 노래꽃동산》 진행
- 1995년 2월 18일 MBC《문화집중》 게스트
- 1995년 12월 20일 KBS 2TV《밤과 음악 사이》 게스트
- 1996년 4월 26일 m.net《클럽 m.net》 똑순이 김민희의 세계
- 1996년 8월 28일 GTV《허수경과 두사람》 게스트
- 1996년 10월 7일 KBS 1TV《체험 삶의 현장》 게스트
- 1996년 12월 23일 KBS 2TV《퍼즐특급열차》 게스트
- 1997년 2월 13일 KBS 2TV《감동 깜짝쇼》 게스트
- 1997년 3월 8일 KBS 2TV《탄생 연예박사》 게스트
- 1997년 8월 21일 KBS 2TV《밤의 이야기쇼》 게스트
- 1998년 8월 30일 MBC《박상원의 아름다운 TV 얼굴》 출연
- 2001년 SBS 러브FM 《송영길, 김민희의 한판 승부》 진행
- 2001년 9월 29일 KBS 1TV《가족오락관》 게스트
- 2003년 9월 1일 ~ 2005년 8월 26일 EBS 1TV《English Cafe》 진행
- 2006년 KBS 해피FM 《최백호 김민희의 라디오 챔피언》진행
- 2008년 12월 7일 MBC 《환상의 짝꿍》 (77회) 가족특집 제5탄 출연
- 2009년 SBS 《스타 주니어쇼 붕어빵》 출연
- 2015년 MBC 《미스터리 음악쇼 복면가왕》 - 따끈따끈 떡 사세요
- 2016년 TV조선 《살림 9단의 만물상》
- 2018년 KBS 1TV 《콘서트 7080》 초대가수
- 2019년 KBS 1TV 《전국노래자랑》 경북 포항시 편 초대가수
- 2020년 채널A 《행복한 아침》 1월 15일 게스트
- 2020년 EBS English 《왕초보영어》 개그맨 이상훈으로 MC 변경
- 2020년 10월 30일 KBS 2TV《굿모닝 대한민국 라이브》 게스트
- 2021년 9월 12일 KBS 1TV《TV쇼 진품명품》1290회, 쇼감정단
- 2023년 10월 22일 TV조선 《스타다큐 마이웨이》 363회

## 앨범
- 1982년 김민희 똑순이 캐롤
- 2018년 염홍 낯선 여자

## 같이 보기
- 김명철

## 수상
- 1981년 제17회 백상예술대상 영화부문 여자 신인 연기상